# Dicranomyia (Caenoglochina) rogersiana rogersiana
Dicranomyia (Caenoglochina) rogersiana rogersiana is een ondersoort van de tweevleugelige Dicranomyia (Caenoglochina) rogersiana uit de familie steltmuggen (Limoniidae). De ondersoort komt voor in het Nearctisch gebied.